# 加纳虹辉
加纳虹辉（日语：／ Kano Koki，1997年12月19日—），日本男子击剑运动员。他曾获得2020年夏季奥林匹克运动会击剑男子团体重剑比赛金牌，这是日本在奥运击剑项目上的首枚金牌。

## 外部連結
- 加纳虹辉在FIE（英语）
- 加纳虹辉在Olympedia（英语）